# KOVAP

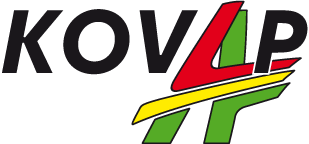
KOVAP-logo

KOVAP Náchod is een Tsjechische fabrikant van mechanisch blikken speelgoed. Het bedrijf is opgericht door de gebroeders Sedlák in Semily. 

## Geschiedenis
Het bedrijf KOVAP is in 1946 ontstaan uit een gereedschapsfabriek en blikdrukkerij voor het ponsen van plaatwerk van de gebroeders Sedlàk in het Tsjecho-Slowaakse Semily. Het eerste product van de constructeur Eduard Sedlàk was een speelgoedstoomwals, waarbij de lithografie op het nog niet gevormde blik werd aangebracht. De fabriek ontwikkelde zich tot 1950 met succes maar vanwege de politieke situatie werd besloten om het aanbod van de coöperatie SVED Liberec te accepteren en op te gaan in een socialistische bedrijfsstructuur. Van 1954-1956 ontwikkelde Sedlàk samen met Frantisek Zeman een eerste Zetor-speelgoedtractor. Dit mechanische blikken speelgoed had een origineel geconstrueerd mechanisme met drie vooruit-, één achteruitversnelling, stationairloop en handrem en werd vanaf 1956 op de markt gebracht. 
Vanwege veranderingen in het gebiedsbestuur werd de stad Semily in de jaren zestig toegevoegd aan het district Oost-Bohemen. De fabriek in Semily werd daarmee onderdeel van de metaalcoöperatie Kovodružstvo Náchod dat al speelgoed produceerde. In 1960 nam Kovodružstvo Náchod de speelgoedproductie van het bedrijf Chirana over, waardoor de productie van tinnen lieveheersbeestjes en helikoptermodellen verplaatste naar de Semily-fabriek.
Vanaf 1960 werd ook kunststof speelgoed vervaardigd. In de jaren zeventig nam dit nog verder toe maar blikken speelgoed werd nog steeds met succes geproduceerd en verkocht en voornamelijk geëxporteerd naar de West-Europa. In deze periode besloot het bedrijf voor de export voortaan onder de naam KOVAP te produceren. 

### Jaren zeventig en tachtig

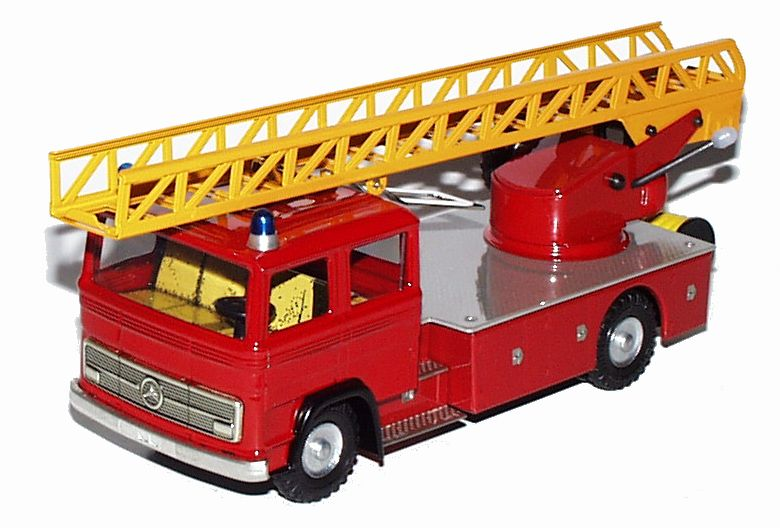
KOVAP Mercedes-Benz ladderwagen - voorheen Kellermann CKO

Net als bij westerse bedrijven werden in de jaren zeventig en tachtig steeds meer plastic speelgoed ontworpen en geproduceerd, en daarom werden pogingen gedaan om de productie van blikken speelgoed te stoppen. De productie van de "jongen op driewieler" en de speelgoedstoomwals, de eerste producten van Eduard Sedlák, werden ook stopgezet. Vanwege het exportsucces bleven alleen de tractor met versnellingsbak en het lieveheersbeestje over. 
Nadat de metaalcoöperatie aan het eind van de jaren tachtig een aanbod van de Bondsrepubliek Duitsland had ontvangen om de gereedschappen te kopen van de laatste serie blikken speelgoed van Georg Kellermann CKO uit Neurenberg, besloot men deze te kopen en produceert sindsdien enkele modellen van dit voormalige bedrijf. 

### Jaren negentig

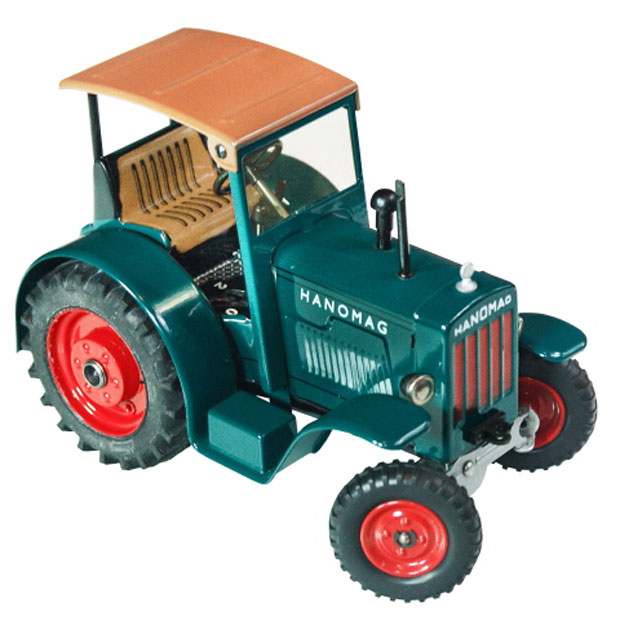
KOVAP blikken speelgoedtractor Hanomag R 40

In de vroege jaren negentig hield de metaalcoöperatie op te bestaan en vormden de vestigingen Semily en Nový Hrádek een nieuwe coöperatie die het exportmerk KOVAP uit de jaren 1970 overnam. Het nieuw opgerichte bedrijf stopte de plasticproductie geleidelijk en begon opnieuw met de productie van blikken speelgoed. 
In 1998 ontstond een samenwerking met een Duitse zakenman die leidde tot de productie van gelicentieerd blikken speelgoed van bekende tractorfabrikanten. Deze zakelijke relatie werd intussen beëindigd, maar de licentieproductie is tot op de dag van vandaag behouden en wordt verder uitgebreid. Naast de tractormodellen zijn er tal van landbouwwerktuigen zoals aanhangwagens en andere toebehoren aan het assortiment toegevoegd en worden nog steeds geproduceerd.